# Dorsa di 243 Ida
Segue una lista dei dorsa presenti sulla superficie di 243 Ida. La nomenclatura di 243 Ida è regolata dall'Unione Astronomica Internazionale; la lista contiene solo formazioni esogeologiche ufficialmente riconosciute da tale istituzione.
I dorsa di Ida portano i nomi dei partecipanti al progetto della Sonda Galileo.
Sono tutte state identificate durante la missione della sonda Rosetta, l'unica ad avere finora raggiunto Lutetia.

## Prospetto
| Dorsum          | Eponimo                                    | Latitudine | Longitudine | Diametro |
| --------------- | ------------------------------------------ | ---------- | ----------- | -------- |
| Townsend Dorsum | Tim E. Townsend - Membro del team imaging. | 25° N      | 30° E       | 40 km    |